# Мядельская кальвария
Мядельская кальва́рия — комплекс историко-архитектурных сооружений, находящихся в Мяделе, Беларусь. Мядельская кальвария была построена в 1765 году и состояла из 21 каплицы и 8 ворот с общей протяженностью маршрута 2 км. Освящена 8 августа 1772 года.
С 1866 года была передана православному духовенству.
В 1927—1929 годах стала отстраиваться и к моменту разрушения 2 ноября 1942 года насчитывала 40 каплиц.
14 сентября 2014 года было завершено строительство современной версии, включает входные ворота Прощения и 14 каплиц. В ворота вмурованы два камня: из Монастырь кармелитов и Кальвария Зебжидовского.

## Галерея
- История Мядельской кальварии
- Карта Мядельской кальварии
- Камень из Кармелитского монастыря
- Камень из кальварии Зебжидовского
- Памятная табличка в честь основателей кальварии